# Göcs
Göcs (románul Găiești, németül Götsch) falu Romániában Maros megyében. Közigazgatásilag Ákosfalvához tartozik.

## Fekvése
A falu Marosvásárhelytől 16 km-re délkeletre a Göcs-patak völgyének középső szakaszán a segesvári út mentén fekszik.

## Nevének eredete
A falu neve állítólag akadályt jelent, mivel egykor itt rablók leselkedtek az utasokra, akik közül sokat megöltek.

## Története
Református temploma 1836-ban épült. A faluban a kisbaconi Benedek családnak udvarháza volt, melyet új tulajdonosa lebontatott. 1910-ben 375 magyar lakosa volt. A trianoni békeszerződésig Maros-Torda vármegye Marosi alsó járásához tartozott. 1992-ben 446 lakosából 357 magyar, 84 cigány és 5 román volt.